# Matthias Freihof
Matthias Freihof (ur. 25 listopada 1961 w Plauen) – niemiecki aktor teatralny, telewizyjny i filmowy.

## Filmografia

### Filmy fabularne
- 1989: Coming Out jako Philipp Klarmann
- 2002: Przywódca (Führer Ex) jako oficer Stasi
- 2008: Walkiria (Valkyrie) jako Heinrich Himmler
- 2010: Fryzjerka (Die Friseuse) jakoMicha

### Seriale TV
- 1996: Kobra – oddział specjalny (Alarm für Cobra 11 – Die Autobahnpolizei) jako policjant Jochen Seyfert
- 1998-2003: Siska jako Lorenz Wiegand
- 2004: Tatort (Miejsce zbrodni) jako Röckmann
- 2009: SOKO Leipzig jako Harry Rhese
- 2010: Tatort (Miejsce zbrodni) jako Ernst Heck
- 2013: SOKO Leipzig jako dr Grohe